# Richia reclivis
Richia reclivis là một loài bướm đêm trong họ Noctuidae.